# Lyckan (1935)
Lyckan (ryska: Счастье, Stjastie) är en satirisk sovjetisk stumfilm från 1935 av regissören Aleksandr Medvedkin.
Den handlar om den hopplöse bonden Chmyr (spelad av Pjotr Sinovjev) under slutet av tsartiden. Hans liv är mycket fattigt. Han råkar ut för bland annat giriga präster, trötta hästar och vandrande kornbodar på vägen mot kolchosens lycka. Filmkritikern Hans Schiller beskrev dess berättarteknik som "en stor dos folklore, en dos Mack Sennett och några stänk dada".